# سكوت باترسون (رياضي)
سكوت باترسون (بالإنجليزية: Scott Patterson)‏ (و. 1992  م) هو رياضي، ومتزحلق أمريكي، ولد في الولايات المتحدة.

## التعليم
تعلم في جامعة فيرمونت
.

## روابط خارجية
- سكوت باترسون على موقع الاتحاد الدولي للتزلج (التزلج الريفي) (الإنجليزية)
- سكوت باترسون على موقع الرابطة الدولية لركض المسار (الإنجليزية)
- سكوت باترسون على موقع اللجنة الأولمبية الدولية (الإنجليزية)
- سكوت باترسون على موقع أوليمبيديا (الإنجليزية)